# Élections législatives bermudiennes de 2007
Les élections législatives de 2007 aux Bermudes se déroulent le 18 décembre 2007.

## Système politique et électoral
Les Bermudes sont un territoire d'outre-mer du Royaume-Uni de l'atlantique nord organisé sous la forme d'une monarchie parlementaire. Les îles font partie de la Couronne britannique, et la reine du Royaume-Uni Élisabeth II en est nominalement chef de l'État, représenté par un gouverneur.
Le parlement est bicaméral. Sa chambre basse, l'assemblée, est composée de 36 membres élus pour cinq ans au scrutin uninominal majoritaire à un tour dans autant de circonscriptions.
Le vote n'est pas obligatoire.

## Résultats
| Partis                   | Partis                                | Voix   | %     | Sièges | +/-           |
| ------------------------ | ------------------------------------- | ------ | ----- | ------ | ------------- |
|                          | Parti travailliste progressiste (PLP) | 16 800 | 52,45 | 22     | en stagnation |
|                          | Parti bermudien uni (UBP)             | 15 161 | 47,34 | 14     | en stagnation |
|                          | Indépendants                          | 67     | 0,21  | 0      | en stagnation |
|                          |                                       |        |       |        |               |
| Total                    | Total                                 | 32 028 | 100   | 36     | en stagnation |
| Inscrits / participation | Inscrits / participation              | 42 337 | 75,65 | -      | -             |

| ↓   |     |
| 22  | 14  |
| PLP | UBP |